# Abraham Ford
Abraham Ford, parfois appelé par son diminutif Abe, est un personnage principal de la série télévisée The Walking Dead, interprété par Michael Cudlitz et doublé en version française par Lionel Tua. C'est un sergent de l'armée des vétérans qui apparaît pour la première fois lors de l'épisode Détenus (saison 4 épisode 10) en aidant Glenn à retrouver Maggie. Il est froidement assassiné en même temps que ce dernier par Negan dans le tout premier épisode de la septième saison, battu à mort par la batte aux fils barbelés appelée « Lucille ».

## Biographie fictive

### Saison 4
Abraham est un vétéran de l'armée américaine. Il est chargé avec Rosita de veiller à la survie d'Eugene Porter. Il sauve Glenn et Tara. Il se bat plus tard avec Glenn car celui-ci veut retrouver Maggie alors que lui veut continuer sa route vers Washington. Dans l'épisode onze, il continue leur route vers Washington, mais quand Glenn se réveille il les force à arrêter le camion. Glenn et Abraham finissent par se battre, mais ils iront sauver Eugene qui s'est retrouvé entouré de rôdeurs. Puis il finira par suivre Glenn et les autres. Il essaiera à plusieurs reprises de convaincre Glenn de conduire Eugene à Washington, sans succès. À l'entrée d'un tunnel, ils laisseront Glenn et Tara se débrouiller. Sur la route, ils rencontreront Sasha, Bob et Maggie : de suite, ils iront sauver Glenn et Tara.
C'est le premier groupe à arriver au Terminus.
Lors de l'épisode final, quand Rick, Carl, Daryl et Michonne rentrent dans le wagon, il s'y trouve avec les autres.

### Saison 5
Dans l'épisode Pas de sanctuaire, il arrive à fuir le Terminus avec le reste du groupe, en partie grâce à Carol, libéré du wagon où il était enfermé par Rick, Glenn, Daryl et Bob.
Dans l'épisode Etrangers, il s'intègre finalement bien au groupe et trinque à la survie. Il convainc tout le monde d'aller à Washington.
Dans l'épisode Quatre murs et un toit, Abraham annonce au groupe qu’ils doivent partir à Washington dès que possible mais Rick refuse de laisser Daryl et Carol, qui ont disparu. Glenn réussit à convaincre Abraham de rester une demi-journée de plus pour les aider contre le groupe cannibale de Gareth, en échange lui et Maggie partiront avec Abraham. Après avoir participé au massacre des cannibales, il part avec le bus du père Gabriel en direction de Washington, en compagnie de Rosita, Eugene, Glenn, Maggie et Tara. Abraham donne à Rick un plan sur lequel est marqué le chemin à suivre pour aller à Washington. Rick lit ensuite le message d'Abraham sur la carte : « Sorry, I was an asshole. Come to Washington. The new world is gonna need Rick Grimes » (« Désolé, j'étais un connard. Viens à Washington. Le nouveau monde va avoir besoin de Rick Grimes. »).
Dans l'épisode Développement personnel, le bus scolaire les transportant a une panne de moteur qui provoque un accident et couche définitivement le véhicule sur son côté. Les rôdeurs ne tardent pas à affluer mais le groupe parvient à les éliminer, Eugene aidant même Tara à s'en sortir. Ce dernier propose au groupe de retourner à l'église, qui n'est qu'à 25 km d'eux. Le militaire sous la pression de l'accident, est sur le point de craquer, mais Glenn le ramène au calme en lui rappelant que tout le monde le suit dans sa détermination.
Durant ce laps de temps, Abraham revit un épisode de son passé où il massacre à mains nues un groupe de survivants (probablement hostiles) dans un supermarché sous les yeux terrifiés de sa femme et de ses deux enfants.
Le groupe trouve refuge dans une bibliothèque pour la nuit. Abraham se confie à Glenn en lui expliquant à quel point il est devenu aisé de tuer. Alors qu'Abraham et Rosita couchent ensemble de leur côté, ils se savent (comme il semble habituel) pertinemment observés par Eugene (qui se fait surprendre par Tara) et s'en fichent.
Un autre retour en arrière montre Abraham abandonné par sa famille. À son réveil, il trouve une note qui lui interdit d'essayer de les retrouver.
Le groupe souhaiterait rester plus longtemps dans cette ville pour se ravitailler mais Abraham, toujours aussi déterminé, impose le départ. Ils récupèrent un camion de pompier qui pose rapidement des problèmes en libérant des morts-vivants enfermés dans le bâtiment arrière, qui sont réduits en lambeaux par Eugene avec la puissance de jet de la lance d'incendie. Puis ils découvrent au loin sur leur trajet une énorme horde de rôdeurs. Alors que le camion est cloué sur place à cause des restes de rôdeurs qui obstruent les filtres, Abraham n'en a cure et veut la traverser à pied : c'en est trop pour le reste du groupe (même pour Rosita qui l'a toujours soutenu) qui refuse de continuer sur cet axe routier et veut contourner la horde. Glenn et Abraham sont sur le point d'en venir aux mains quand Eugene explose et avoue sa supercherie à tout le monde : il n'est pas un scientifique pouvant sauver le monde, juste un type plus intelligent que les autres et moins courageux, qui était persuadé par ses probabilités que Washington serait l'endroit le plus sûr en la circonstance. Les membres du groupe sont sous le choc et l'effarement quand Abraham, pris d'un coup de sang, le frappe très violemment. Eugene est cloué au sol, ensanglanté et dans un état grave indéterminé, tandis qu'Abraham s'affaisse de désespoir plus loin sur la route, cataleptique.
Un ultime retour en arrière montre Abraham retrouvant les dépouilles de sa famille, dévorée par des morts-vivants, puis sauvant Eugene des rôdeurs à sa demande alors qu'il s’apprêtait à rejoindre les siens avec son arme à feu. Le voyant s'éloigner, Eugene lui parle pour la première fois de sa mission importante qui lui rend une raison de vivre.
Dans l'épisode Croix, Abraham reste très énervé et prostré au milieu de la route, surveillé par Maggie qui protège Eugene inconscient pendant que les autres sont partis chercher de quoi se sustenter et réparer le camion. Au retour, Rosita tente de le forcer à boire l'eau potable qu'elle a filtré (grâce aux connaissances apprises par Eugene) afin qu'il ne se déshydrate pas, mais Abraham dégage la bouteille d'un geste brusque. Quand elle tente de le faire réagir pour de bon en le provoquant, il se redresse face à elle mais se contient tandis qu'elle le pousse à se ressaisir.
Dans l'épisode Coda, Abraham conduit le camion de pompier du groupe GREATM (nommé par Tara selon leurs initiales afin de tromper l'ennui durant leur dernière étape) qui vient à point nommé au secours de Michonne, Gabriel, Carl et Judith à l'église Saint-Sarah envahie par les rôdeurs, qui sont enfermés temporairement avec le véhicule. Chacun est heureux de se retrouver mais pas autant que Maggie, qui apprend que sa sœur (Beth, portée disparue depuis sa fuite avec Daryl après la chute de la Prison) est vivante et que Rick est parti avec les autres pour les libérer avec Carol : ils arriveront à l’hôpital Grady Memorial juste après la mort de Beth cependant, les cueillant à leur sortie du bâtiment avec son corps.
Abraham ne fait pas partie du petit groupe qui, par respect pour Beth, raccompagne Noah à Richmond, sa communauté tombée durant son absence et où Tyreese trouvera la mort sur le retour. Il assiste cependant avec tout le groupe à l'enterrement de ce dernier mené par le père Gabriel.
Dans l'épisode Les Autres, Abraham boit ponctuellement l'alcool qu'il a en sa possession : quand Tara fait remarquer qu'il va se déshydrater plus vite, Rosita lui répond qu'il le sait pertinemment et est un grand garçon. Après qu'ils se sont affaiblis progressivement durant leur marche forcée vers Washington, sans véhicule, ni eau ni vivres et poursuivis durant un temps par une petite horde les empêchant de s'arrêter, Eugene tente de boire l'eau qu'un inconnu a disposé sur la route avec un mot à leur intention : étant donné les circonstances, Abraham éjecte d'un geste vif la bouteille afin de protéger Eugene, car personne ne sait d'où ni de qui provient l'eau, et craignent donc qu'elle puisse être droguée ou empoisonnée. Abe a un moment de complicité avec Rosita lorsqu'ils arrivent à Washington, ce qui leur rappelle leur ancienne mission quand Eugene se faisait passer pour un scientifique.
Quand Aaron se présente à eux et les convainc à moitié de rejoindre sa communauté, ils se séparent par précaution en deux groupes : Abraham fait partie de celui qui trouve et sauve le compagnon blessé d'Aaron, Eric Raleigh, des morts-vivants. Après un petit contretemps causé par une panne temporaire (vite réglée grâce à Glenn) du camping-car qu'il conduit, comme le reste du groupe Abraham atteint sain et sauf Alexandria Safe Zone à la fin de l'épisode La Distance.
Comme Sasha et Daryl, Abraham a du mal à s'intégrer au début, n'étant plus adapté qu'à une vie de militaire survivant constamment sur les routes : cependant, il devient très vite le nouveau chef de chantier légitime à la place de Tobin, après un tour de force durant une sortie sur un chantier où, contrairement aux Alexandriens qui apparemment fuient et abandonnent les leurs, Abraham sauve Francine blessée d'un regroupement de rôdeurs et leur montre l'exemple en affrontant les morts-vivants à lui seul (avant d'être imité par les autres), ce qui affirme son autorité auprès d'eux et les incitent à poursuivre leur travail sous son commandement. Finalement, il règle ses comptes avec Eugene et reconnaît qu'il avait failli le tuer.
À la réunion nocturne pour statuer du sort de Rick Grimes après son coup de sang, comme ceux de son groupe Abraham prend fait et cause pour Rick, expliquant aux Alexandriens la situation réelle à l'extérieur et quel genre de survivant fédérateur et nécessaire est leur meneur. Quand Pete Anderson fait irruption à la suite de Rick et tue accidentellement Reg Monroe qui s'interposait, Abraham maîtrise Pete et le maintient au sol, jusqu'à ce qu'il se prenne son sang dans le visage quand Rick abat le meurtrier sur demande de la dirigeante.

### Saison 6
C'est lui qui enterre Reg Monroe peu après son assassinat. Il fait ensuite équipe avec Sasha (et Daryl sur sa moto) pour essayer de conduire la horde de rôdeurs de la carrière loin d'Alexandria : bien qu'alertés par radio d'un problème, ils ne seront donc pas présents à Alexandria durant l'attaque des Wolves puis la chute du clocher sur l'enceinte. Il inquiète un peu Sasha en se montrant tête brûlée, descendant temporairement pour rediriger à pied les rôdeurs dissidents vers la horde. Pendant le trajet, Abraham et Sasha vont essayer de trouver une envie de vivre qui les a quittés.
Toujours sur la route à guider la horde de rôdeurs loin d'Alexandria, Sasha, Abraham et Daryl atteignent finalement les 20 miles où ils ont prévu de larguer la meute. Ils s'en éloignent, mais sont rapidement attaqués puis pris en chasse par des véhicules remplis d'hommes en armes. Sasha et Abe tuent leurs poursuivants, ce qui réjouit le militaire bien qu'ils soient contraints de fuir à pied, leur voiture étant détruite. 
Abe et Sasha retournent sur les lieux de l'embuscade et cherchent vainement à contacter Daryl, qui a été séparé d'eux durant l'attaque. Connaissant les dons de pisteur de leur ami, ils lui laissent des indices visibles à suivre et partent se cacher dans des bureaux afin de l'attendre, pour plus d'efficacité. Sasha se déclare capable de garder le contrôle sur elle-même et veut vivre tandis qu'Abraham reste hanté par les aléas de leur existence. Il met d'ailleurs sa vie en danger durant une sortie en solitaire vers un pont, afin de récupérer du matériel militaire et un RPG sur un soldat, devenu rôdeur et pendu dans le vide. Mais il réalise son inconscience et se ravise, se contentant de savourer au repos un cigare. Le soldat tombe alors de lui-même dans le vide, ainsi Abraham récupère et ramène tout ce qu'il voulait prendre.
Il se confie à Sasha, lui disant qu'il a confiance en l'avenir, que leurs atouts sont bons et qu'il l'apprécie particulièrement.
Daryl les retrouve et ils repartent ensemble vers Alexandria dans un camion-citerne, Abraham arborant fièrement l'uniforme d'apparat qu'il a trouvé à leur planque temporaire.
Daryl, Abraham et Sasha tombent peu après aux mains des premiers Sauveurs avérés rencontrés par leur groupe, une bande de motards qui exigent leurs possessions en prétendant qu'ils appartiennent maintenant à leur chef, Negan. Le meneur (Bud) manque d'abattre arbitrairement Abraham pour l'exemple, mais le militaire survit grâce à l'intervention de Daryl qui a récupéré le RPG dans leur véhicule et explosé leurs opposants : ainsi, ils peuvent atteindre Alexandria envahie par les morts-vivants et y sauvent Glenn de justesse, tandis qu'il attirait des rôdeurs sur lui pour sauver Maggie. Abe et Daryl enflamment (avec l'essence du camion-citerne et le RPG) l’étendue d'eau au cœur des habitations afin d'y attirer un maximum de rôdeurs, puis Abraham participe avec les autres à massacrer le reste de la horde durant la nuit pour reprendre leur zone de sûreté.
Abraham semble être tombé amoureux de Sasha, qui elle, veut se détacher de lui. Malgré les attentions de Rosita qui lui offre un collier fait par elle, il reste perturbé et questionne Glenn et Daryl sur leurs situations, Maggie étant volontairement tombée enceinte et Daryl demeurant un solitaire. Au retour de la Colline, où il a été presque étranglé à mort et sauvé par Daryl durant la prise à partie de leur groupe en y perdant le collier offert par Rosita, il décide de la quitter et se présente chez Sasha pour lui ouvrir son cœur : elle l'invite à rentrer avec elle.
Abraham participe ensuite à l'assaut sur l'avant-poste des Sauveurs.
Dans l'épisode final Dernier jour sur Terre, il transporte Maggie affaiblie et malade à la Colline avec son groupe, et tombe finalement dans le guet-apens de Negan avec Rick, Carl, Aaron, Sasha et Maggie. Rejoints par Eugene puis Daryl, Rosita, Michonne et Glenn, ils attendent tous à genoux la sentence de Negan. Après un discours sous haute tension, Negan fait son choix et sa batte « Lucille » s'abat alors sur l'un d'eux...

### Saison 7
À la fin du « Am Stram Gram », Negan désigne Abraham comme victime. Après un geste distinctif pour dire au revoir à Sasha, Negan le frappe une première fois avec Lucille mais Abraham se relève tant bien que mal. Il est impressionné par la « souplesse » d'Abraham, qui lui rétorque de lui « sucer les boules » pour le narguer. Negan abat alors Lucille encore et encore sur la tête d'Abraham qui finit en bouillie. Le chef des Sauveurs se sert après des lambeaux de son crâne restés accrochés au bout de Lucille pour tourmenter Rosita, provoquant le coup de sang de Daryl qui amène ensuite à l'exécution punitive de Glenn.
Il réapparaît plus tard dans la nuit par une hallucination de Rick, qui imagine un futur alternatif heureux et paisible où Abraham est toujours vivant et attablé avec le groupe aux côtés de Sasha, enceinte de lui. À la fin de l'épisode, son corps ainsi que celui de Glenn seront emmenés par le groupe anéanti.
Abraham est enterré avec Glenn à la Colline, le pendentif offert par Rosita retrouvé et installé sur sa tombe.
À cause de sa mort, Rosita sera l'une des plus remontées et vengeresses envers Negan et les Sauveurs, et sera encline à des comportements suicidaires dans le but de venger son ancien compagnon.

### Saison 8
Après l'exode de la communauté d'Alexandria (menée par Daryl) vers la Colline à la suite de la chute de la zone de sûreté, rejointe plus tard par Rick et Michonne après la mort de Carl, le père endeuillé par la perte de son fils va se recueillir sur les tombes d'Abraham et Glenn. Il y est retrouvé et soutenu par Daryl.
Durant leur dernier duel à l'ultime bataille du final de la saison, Negan révèle à Rick que son choix soi-disant hasardeux d'Abraham comme victime par le « Am Stram Gram » (et par voie de conséquence, celui de Glenn), était en réalité bidon et purement calculé car il avait eu des scrupules à tuer un père devant son fils, ce qu'il regrette finalement de ne pas avoir fait.